# Loughborough Lightning
Actualités
Le Loughborough Lightning est un club féminin de rugby à XV basé à Loughborough dans le Leicestershire. Fondée en 2017, l'équipe professionnelle dispute la Premiership Women's Rugby (la première division anglaise) et fait partie du Loughborough Students RFC, département des sports de l'université de Loughborough. C'est l'une des trois équipes à porter le nom « Lightning » avec celles de cricket et de netball.

## Histoire
Le Loughborough Lightning est à l'origine une équipe étudiante, issue de l'université de Loughborough. L'activité rugby y a débuté dans les années 1970. En 1983, le club étudiant fit partie des fondateurs de la Women's Rugby Football Union, chargée de l'organisation du rugby féminin sur l'ensemble des îles Britanniques.
Le club dispute par la suite le championnat national universitaire.
Alors que de nombreux clubs déploient de grands efforts pour attirer les femmes au stade, le Lightning a la particularité insolite de faire l'inverse, puisqu'il a déjà mené des opérations de promotion pour attirer plus d'hommes en tribunes.
En 2016, le Loughborough Lightning dépose une candidature pour intégrer la nouvelle ligue professionnelle, la future Premier 15s, aujourd'hui Women's Premiership Rugby. L'année suivante, la candidature fut acceptée, ce qui en faisait l'unique club étudiant de la compétition. La décision suscite la controverse, l'équipe n'ayant jamais évolué dans un championnat fédéral. De plus, ce club universitaire est admis tandis qu'un club historique comme les Lichfield Ladies est lui recalé malgré plusieurs années en première division, et bien qu'il a formé de nombreuses joueuses internationales anglaises.
Si l'équipe s'entraine sur le campus de l'université, elle joue ses matchs au Franklin's Gardens, le stade des Northampton Saints, les deux clubs étant liés par un partenariat étroit.
Lors de la Coupe du monde 2021, le club compte six représentantes au sein de l'équipe d'Angleterre, dont la capitaine Sarah Hunter.
À l'intersaison 2023, le club recrute Nathan Smith, qui entrainait les avants de Doncaster, comme nouvel entraineur. L'équipe améliore son bilan avec sept victoires et termine à la cinquième place, à 19 points d'Exeter et de la qualification pour les demi-finales. Au terme de la saison, quatre joueuses sont prolongées par la RFU : Kabeya, O'Donnell, Rowland et Scarratt. Grace Clifford et Lilli Ives Campion bénéficient quant à elles d'un contrat « de transition », destiné aux jeunes joueuses qui ne sont pas encore vraiment installées en équipe nationale.
Pour la coupe du monde 2025, le club fournit quatre joueuses au groupe des Red Roses : Lilli Ives Campion, Sadia Kabeya, Helena Rowland et Emily Scarratt.

## Palmarès et statistiques

### Trophées
Néant

### Bilan par saison
| Saison    | Classement | Compétition                       | Pts | MJ | V  | N | D  | PM  | PE  | Diff | B  | Phase finale                                      |
| --------- | ---------- | --------------------------------- | --- | -- | -- | - | -- | --- | --- | ---- | -- | ------------------------------------------------- |
| 2017-2018 | 5e         | Tyller Premier 15s                | 53  | 18 | 10 | 1 | 7  | 383 | 368 | +15  | 11 | non qualifiées                                    |
| 2018-2019 | 3e         | Tyller Premier 15s                | 72  | 18 | 14 | 0 | 4  | 659 | 312 | +347 | 16 | Demi-finale (10-26 contre les Harlequins)         |
| 2019-2020 | -          | Tyller Premier 15s                | 43  | 12 | 8  | 0 | 4  | 494 | 222 | +272 | 11 | saison annulée à cause de la pandémie de Covid-19 |
| 2020-2021 | 4e         | Allianz Premier 15s               | 60  | 18 | 12 | 0 | 6  | 499 | 298 | +201 | 3  | Demi-finale (24-28 contre les Saracens)           |
| 2021-2022 | 7e         | Allianz Premier 15s               | 51  | 18 | 9  | 2 | 7  | 441 | 372 | +69  | 11 | non qualifiées                                    |
| 2022-2023 | 8e         | Allianz Premier 15s               | 29  | 18 | 5  | 0 | 13 | 467 | 473 | -6   | 9  | non qualifiées                                    |
| 2023-2024 | 5e         | Allianz Premiership Women's Rugby | 38  | 16 | 7  | 0 | 9  | 375 | 478 | -103 | 10 | non qualifiées                                    |
| 2024-2025 | 6e         | Premiership Women's Rugby         | 39  | 16 | 7  | 0 | 9  | 446 | 463 | -17  | 11 | non qualifiées                                    |

## Joueuses notables
- Christine Belisle
- Sarah Hunter
- Sadia Kabeya
- Rachel Malcolm
- Helen Nelson
- Catherine O'Donnell
- Chloe Rollie
- Helena Rowland
- Emily Scarratt
- Sara Svoboda
- Morwenna Talling
- Kathryn Treder
- Emma Wassell